# La Maison des bories (film)
Pour les articles homonymes, voir La Maison des bories.
Pour plus de détails, voir Fiche technique et Distribution.
La Maison des bories est un film français réalisé par Jacques Doniol-Valcroze, sorti en 1970.
Il s'agit d'une adaptation du roman homonyme de Simonne Ratel, paru en 1932.

## Synopsis
Julien Durras est un professeur d'université géologue, qui décide de passer une année dans le département des Alpes-de-Haute-Provence avec sa femme Isabelle et ses deux enfants avec lesquels il est un époux et un père sévère et intransigeant. Il accueille un étudiant allemand en géologie, Carl-Stephan, qui doit l'aider à traduire ses travaux et qui apporte légèreté et détente à la maisonnée. Un déplacement de Julien à Paris est l'occasion de déroger aux contraintes et rythmes habituels.

## Fiche technique
Sauf indication contraire, les informations mentionnées dans cette section peuvent être confirmées par la base de données cinématographiques Unifrance,  présente dans la section « Liens externes ».
- Titre original : La Maison des bories
- Réalisation : Jacques Doniol-Valcroze, assisté de Pierre-Henri Deleau
- Scénario : Anne Tromelin, d'après le roman homonyme de Simonne Ratel
- Photographie : Ghislain Cloquet
- Montage : Sophie Bhaud
- Décors : Claude Pignot
- Costumes : Odette Le Barbenchon
- Musique : Mozart, Andante du 21e concerto pour piano ; orchestre dirigé par André Girard
- Son : André Hervée
- Production : Mag Bodard, Pierre Cabaud, Lucien Masson
- Société de production : Parc Films
- Direction de production : Philippe Dussart
- Pays de production : 100 %  France
- Langue originale : français
- Format : Couleur par Eastmancolor • 1,66:1 • Son mono • 35 mm
- Genre : Comédie dramatique
- Durée : 87 minutes
- Date de sortie : 
  - France : 28 août 1970

## Distribution
- Marie Dubois : Isabelle Durras
- Maurice Garrel : Julien Durras
- Mathieu Carrière : Carl-Stephan Kursdedt
- Hélène Vallier : Marie-Louise
- Claude Titre : Ludovic
- Madeleine Barbulée : Mlle Estienne
- Jean-François Vlérick : Laurent Durras
- Marie-Véronique Maurin : Lise Durras

## Autour du film
- Deux séquences ont marqué les esprits lors de sa sortie : la promenade dans la campagne sur la musique du deuxième mouvement du concerto pour piano n° 21 de Mozart ; à l'issue de la promenade nocturne en famille où l'on sent se confirmer l'idylle entre Isabelle et Carl-Stephan, chacun regagne sa chambre séparément, mais le montage de leurs réactions en plan rapprochés donne l'impression qu'ils font l'amour.
- Le film a été tourné dans les communes voisines de Sisteron et de Mison, dans le département des Alpes-de-Haute-Provence.